# 弗利兹 (旧市镇)
弗利兹（法語：Flize，法語發音：[fliz]）是法国大東部大區阿登省的一个旧市镇，属于沙勒维尔-梅济耶尔区。2019年，弗利兹与市镇巴莱沃和比茨、布唐库尔和埃朗合并为新的弗利兹。

## 地理
弗利兹（49°41'55"N, 4°46'24"E）面积2.07 平方千米，位于法国大東部大區阿登省，该省份为法国北部内陆省份，西接埃纳省，南至马恩省，东临默兹省，北与比利时接壤。
与弗利兹接壤的市镇（或旧市镇、城区）包括：布唐库尔、沙朗德里-埃莱尔、栋勒梅尼勒、埃特雷皮尼、默兹河畔努维永。
弗利兹的时区为UTC+01:00、UTC+02:00（夏令时）。

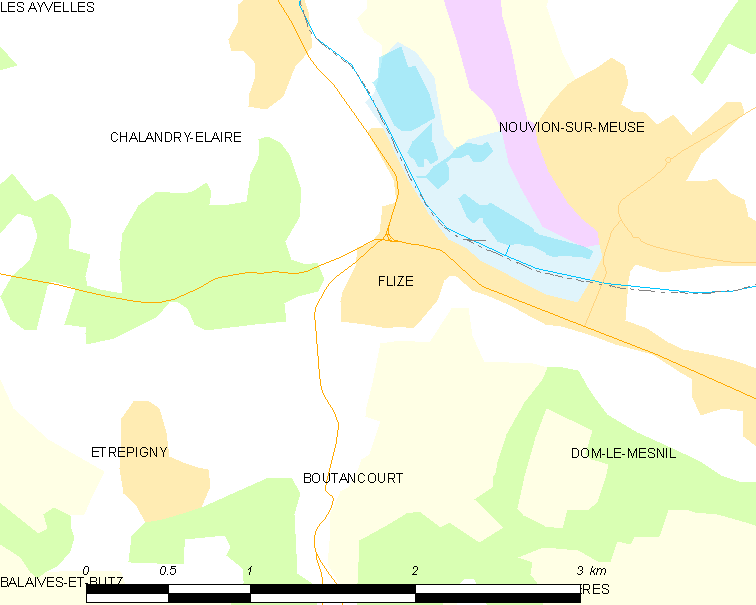
弗利兹的OSM定位图

## 行政
弗利兹的邮政编码为08160，INSEE市镇编码为08173。

## 政治
弗利兹所属的省级选区为默兹河畔努维永县。

## 人口

1962-2008年间弗利兹人口变化图示

弗利兹于2018年1月1日时的人口数量为1168人。